# Almirante Gorshkov
El Almirante de la Flota de la Unión Soviética Gorshkov, en ruso: Адмира́л фло́та Сове́тского Сою́за Горшко́в, más conocido como Almirante Gorshkov es una fragata de la clase Almirante Gorshkov de la Armada rusa y el barco líder de su clase. Tiene el nombre en honor al almirante soviético Serguéi Gorshkov.

## Diseño
La clase Almirante Gorshkov es la sucesora de las fragatas de la clase Neustrashimy y la clase Krivak. A diferencia de sus predecesoras de la era soviética, los nuevos barcos están diseñados para múltiples funciones. Deben ser capaces de ejecutar ataques de largo alcance, realizar funciones antisubmarinas y llevar a cabo misiones de escolta.

## Construcción

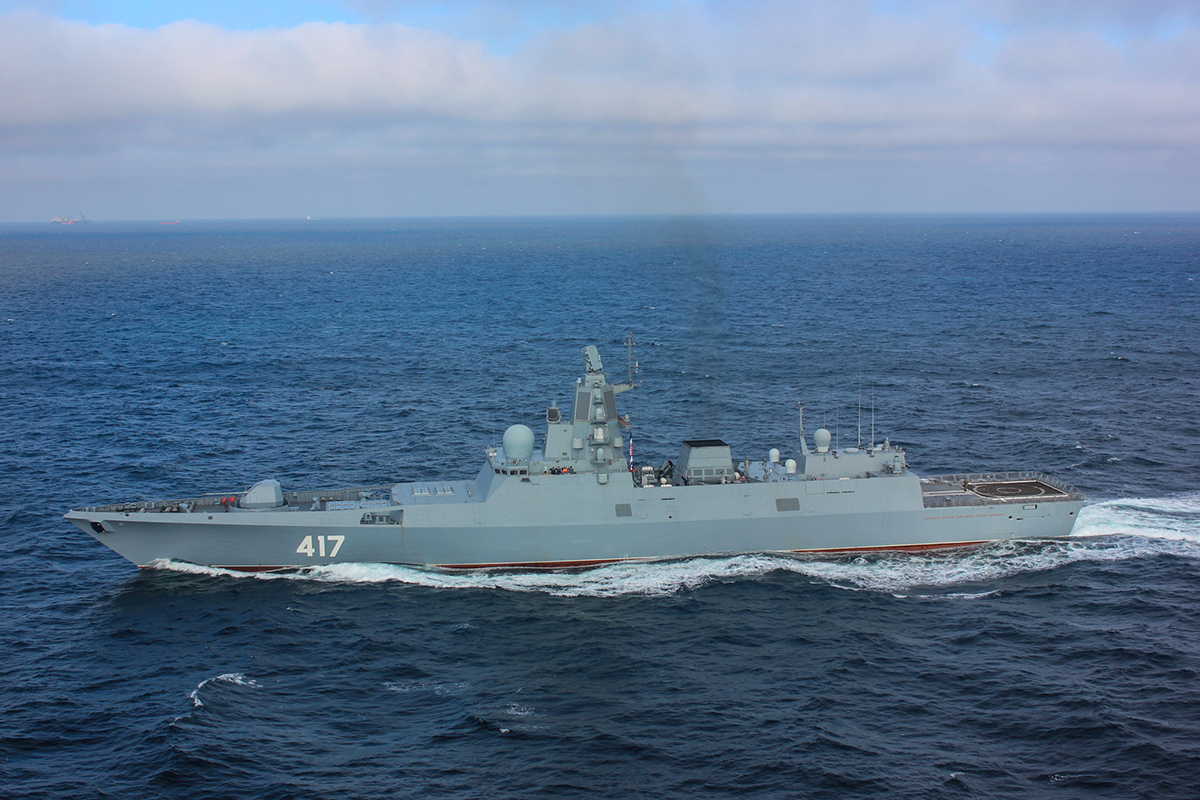
El Almirante Gorshkov en 2018.

El barco se inició el 1 de febrero de 2006, se botó el 29 de octubre de 2010 y se esperaba que se uniera a la Armada rusa en noviembre de 2013.  Sin embargo, problemas con la entrega del arma naval principal, incendio del motor y las pruebas del sistema de defensa aérea Poliment-Redut del barco retrasaron la fecha de puesta en servicio varias veces. Finalmente fue puesta en servicio el 28 de julio de 2018 con la Flota del Norte de Rusia. El barco lleva el nombre del Héroe de la Unión Soviética Serguéi Gorshkov. Con el banderín número 454 (anteriormente 417), el Almirante Gorshkov es parte de la 43.ª División de Buques de Misiles en Severomorsk.
Del 23 al 25 de diciembre de 2017, el Almirante Gorshkov realizó pruebas en el mar cerca de las aguas del Reino Unido en el Mar del Norte, donde fue seguido por el HMS St Albans.

## Historial operativo

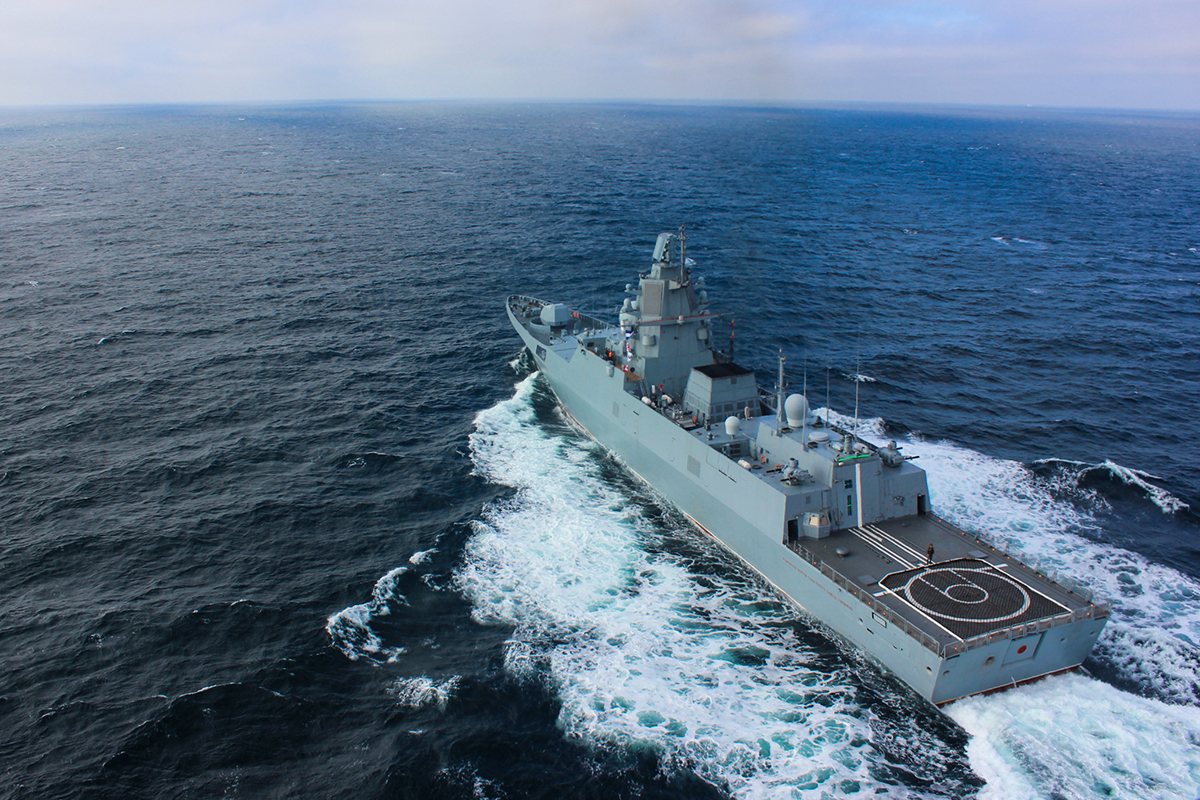
El Almirante Gorshkov en 2018.

El 28 de julio de 2018, el Almirante Gorshkov fue aceptado oficialmente en el servicio con la Armada rusa, el día antes de su debut en el desfile del Día Naval Principal en San Petersburgo. En total, el barco realizó 16 ejercicios de disparo durante todo el período de sus pruebas estatales.
En el despliegue distante inaugural, el Almirante Gorshkov viajó unas 35 000 millas náuticas en lo que resultó ser la primera circunnavegación global que realizó la Armada rusa desde el viaje de Stepán Makárov de 1886–1889 en la corbeta Vityaz. Acompañado por el petrolero mediano Kama, el buque de apoyo logístico Elbrus y el gran remolcador oceánico Nikolay Chiker, durante la histórica misión, el Almirante Gorshkov visitó los siguientes puertos: Djibouti (Yibuti), Colombo (Sri Lanka), Qingdao (China), Vladivostok (Rusia), Puerto Bolívar (Ecuador), La Habana (Cuba), Praia (Cabo Verde) y Kronstadt (Rusia), antes de regresar a su puerto base en Severomorsk. El largo viaje de 175 días tuvo lugar entre el 26 de febrero y el 19 de agosto de 2019. En su camino a casa, también participó en el importante ejercicio naval "Ocean Shield 2019" de la Armada rusa que se llevó a cabo en el mar Mediterráneo, que se cree que es el más grande de la Rusia independiente con la participación de unos 70 buques de guerra, submarinos y barcos auxiliares.
A principios de enero de 2020, el Almirante Gorshkov realizó un lanzamiento de prueba del misil de crucero antibuque hipersónico 3M22 Zircon desde el mar de Barents, como parte de las pruebas estatales del misil. Esta fue la primera vez que se lanzó el Zircon desde un buque de guerra. Lanzamientos adicionales del misil Zircon tuvieron lugar en octubre, noviembre y diciembre. Todas las pruebas han tenido éxito.
El 19 de febrero de 2021, el Almirante Gorshkov ingresó al mar de Barents para realizar ejercicios. Realizó ejercicios antisubmarinos y de defensa aérea junto con el remolcador Altay. El 24 de marzo, la fragata entró en el mar de Barents y lanzó un misil P-800 Ónix, siendo acompañado por el rompehielos Ilya Muromets, el buque de suministros Elbrus y el remolcador MB-110, mientras que los buques hidrográficos Romuald Muklevich, Nikolay Skosyrev, Aleksandr Makorta y el barco anti-sabotaje Valeriy Fedyanin también estaban activos en el Mar de Barents al mismo tiempo.
El 28 de mayo de 2022, durante una prueba el Almirante Gorshkov disparó un misil Zircon en el Mar de Barents a un objetivo en el Mar Blanco. El 4 de junio, estaba navegando en el mar de Barents nuevamente realizando operaciones con helicópteros. La fragata participó en el desfile del día de la Armada Rusa el 31 de julio en San Petersburgo. El mismo día, el presidente ruso Vladímir Putin anunció que el Almirante Gorshkov será el primer barco armado con misiles Zircon. Se sometió a mantenimiento en la planta marina de Kronshtadt hasta noviembre y el 23 de noviembre realizó disparos con el sistema de misiles Redut en el mar Báltico. El 9 de diciembre de 2022, navegaba a lo largo de la costa noruega,  finalmente regresando a Severomorsk el 11 de diciembre.
A finales de diciembre de 2022, el Almirante Gorshkov se preparaba para volver a entrar en servicio a principios de enero de 2023 armado con misiles hipersónicos Zircon.
El 4 de enero de 2023, el Almirante Gorshkov volvió a entrar en servicio equipado con misiles hipersónicos Zircon e inició un viaje que atravesará los océanos Atlántico e Índico, así como el mar Mediterráneo.
El 24 de enero de 2023, se registró un cambio en la ruta del Almirante Gorshkov, la cual se dirige al Oeste, específicamente a Estados Unidos.
En junio de 2024, la fragata fue uno de los cuatro buques rusos que anclaron en la Bahía de La Habana, Cuba, como parte de una visita de cinco días, junto con el submarino nuclear K-561 Kazan, entre otros. Anteriormente había realizado ejercicios con misiles en el Atlántico.